# ノンストップバス
ノンストップバスは、かつてワタナベエンターテインメントで活動していたお笑いコンビ。1997年結成。2003年解散。

## メンバー
西条 充敏（さいじょう みつとし、1978年4月12日（46歳）- ）ボケ担当
- 千葉県出身、牡羊座、血液型A、身長178cm、体重64kg。
- ノンストップバス解散後は、ピン芸人「あれきさんだーおりょう」として活動を経て、2010年3月に引退。
- 現在は裏方へ転身し、「西条みつとし」として構成作家・脚本家・演出家として活動中。

雨宮 陽平（あめみや ようへい、1978年11月10日（46歳）- ）ツッコミ担当
- 千葉県出身、蠍座、血液型AB、身長175cm、体重60kg。
- ノンストップバス解散後は、バンド「ダイナマイトオレンジ」を結成し、ボーカリストとして活動していた。
- バンド解散後はピン芸人「AMEMIYA」としてお笑いの活動を再開し、SMA NEET Projectに所属。
- R-1ぐらんぷり2011にて、準優勝。翌年の2012年大会でも決勝進出を果たした。

## 概要
共に東京NSC3期生であり、在学中にコンビ「ノンストップ」を結成。当初は吉本興業に所属し、銀座7丁目劇場などに出演していた。その後ワタナベエンターテインメントに移籍し、後にコンビ名を現在の「ノンストップバス」に改名する。
『爆笑オンエアバトル』では初出演（2000年11月11日放送）で361KBながら7位オフエアであった。しかし2回目の挑戦では273KBながらオンエアを果たした。これは最低オンエアKBの中でも歴代2位の記録であり、5位の最低記録である。なお、このときは同じく挑戦していたグレートチキンパワーズがボール0個という93KBを記録していた。
2003年に解散。コンビ時代は爆笑オンエアバトルではあまり成果をあげられなかったが、解散後に西條はピン芸人「あれきさんだーおりょう」として、雨宮はバンド「ダイナマイトオレンジ」を結成して爆笑オンエアバトルの姉妹番組である『熱唱オンエアバトル』に参戦（当時のユニット名は「2人ばんど」）。両者ともコンビ時代には1度も達成できなかったオーバー400でのオンエアを獲得している。
爆笑オンエアバトル、熱唱オンエアバトルの両方でオンエアを勝ち取っているのは雨宮と元ブラック・ボックスで、現在ピン芸人として活動している赤P-MAN（熱唱オンエアバトルでは狂舞詩のメンバーとして参戦。ピンで爆笑オンエアバトルに出演経験もあり）の二人のみ。
2018年7月15日に放送された『EXD44』の企画「前の相方を説得してコンビでネタが出来たら10万円」に、雨宮がゆってぃ（元マンブルゴッチ）と共に出演。相方との復縁を試みるも、西条から「話はわかったけど、今はそういう仕事してないし、その気持ちにはなれない。一方的に解散になって、また一方的にやろうって言われても、この場では何も言えない」とその場で難色を示されてしまい、結果的にノンストップバスの復活には至らなかった。

## 出演番組
- 爆笑オンエアバトル（NHK総合）戦績1勝4敗 最高361KB ※これはオフエアの記録であり、オンエアは273KB。
- 新しい波8（フジテレビ）
- やるヌキッ! （テレビ東京）※雨宮のみ、「エロシンガーZ」としてレギュラー出演。
- 力あわせてゴーゴゴー!!（フジテレビ）